# 躍層
水文学や関連する学問において、躍層（やくそう、cline、クライン）とは、流体内における（通常は水平方向の）薄い層で、その上下で流体の特性が大きく変化するもののことである。流体が水の場合は変水層（へんすいそう）ともいう。
変化する特性に応じて、以下のような躍層がある。
- 水温躍層（thermocline、サーモクライン） - 温度（水温）
- 密度躍層（英語版）（pycnocline、ピクノクライン） - 密度
- 塩分躍層（英語版）（halocline、ハロクライン） - 塩分濃度
- 化学躍層（英語版）（chemocline、ケモクライン） - 化学成分
- lutocline　- 濁度